# 2018年レッドブル・エアレース・ワールドシリーズ アブダビ
座標: 北緯24度28分17秒 東経54度19分50秒 / 北緯24.47139度 東経54.33056度
2018年レッドブル・エアレース・ワールドシリーズ アブダビでは、通算13シーズン目となるレッドブル・エアレース・ワールドシリーズの内、2018年2月2日・3日にアラブ首長国連邦のアブダビで行われた2018年シーズン開幕戦について述べる。アブダビでの開幕レースは11年連続となる。

## 概要
チャレンジャーカップ
チャレンジャーカップには、今シーズンから加入したダリオ・コスタ（イタリア）とパトリック・デヴィッドソン（南アフリカ）の2名を含む計7名が初戦に参戦する。3本行われたフリープラクティス (FP) では、ダニエル・リファ（スウェーデン）とルーク・チェピエラ（ポーランド）が調子を上げ、予選でも1位・2位で通過した。リファは決勝でパイロンヒットをしてしまい順位を落とし、フロリアン・バーガー（ドイツ）が優勝した。

マスタークラス
今シーズンからオーバーGのペナルティが緩和されたが、FP1で1位となったマティアス・ドルダラー（ドイツ）が攻めすぎた姿勢を見せてFP2とFP3で12Gを超えてDNFとなった。予選ではドルダラーが復調し1位通過、昨シーズン、4シーズンぶりに表彰台を獲得し3本のFPで上位を維持したマイケル・グーリアン（アメリカ）が2位、ディフェンディングチャンピオンの室屋義秀（日本）は3位、アナリストが今レースのポイントと指摘していたゲート6でマット・ホール（オーストラリア）が12Gを超えてしまいDNF（途中棄権）となった。
ラウンド・オブ・14では室屋がトップのタイムを記録、予選首位だったドルダラーとホールは再び12Gを超えてしまいDNFとなった。ニコラス・イワノフ（フランス）はトレーニングフライト中のパイロンヒットで主翼のウィングレットを損傷し、チャレンジャークラスで使用される機体を借りての出場となり、メカニックは「56秒台が出れば良い方」と述べた。ラウンド・オブ・8でも室屋、グーリアンが好調を維持した。グーリアンは勢いそのままに2009年シーズン第4戦以来となる優勝を果たした。ファイナル4に進出し3位になったマルティン・ソンカ（チェコ）は、レース終了後にパルクフェルメ（保管所）で行われた機体検査でバルブタイミングの不正が発覚し失格、4位に後退することとなった。レース本部はこの不正が意図的に行われたものではないと判断しているという。

## チャレンジャークラス
| 順 位 | No. | パイロット                 | タイム   | ペナルティ |
| ----- | --- | -------------------------- | -------- | ---------- |
| 1     | 17  | ダニエル・リファ           | 58.293   |            |
| 2     | 6   | ルーク・チェピエラ         | 58.576   |            |
| 3     | 62  | フロリアン・バーガー       | 58.650   |            |
| 4     | 78  | ダニエル・ジェネヴェイ     | 59.716   |            |
| 5     | 48  | ケヴィン・コールマン       | 59.826   |            |
| 6     | 32  | ダリオ・コスタ             | 1:00.753 |            |
| 7     | 77  | パトリック・デヴィッドソン | 1:01.360 |            |

| 順 位 | No. | パイロット                 | タイム   | ペナルティ |
| ----- | --- | -------------------------- | -------- | ---------- |
| 1     | 62  | フロリアン・バーガー       | 57.073   |            |
| 2     | 6   | ルーク・チェピエラ         | 58.533   |            |
| 3     | 48  | ケヴィン・コールマン       | 58.996   |            |
| 4     | 32  | ダリオ・コスタ             | 59.418   |            |
| 5     | 17  | ダニエル・リファ           | 59.420   | +3秒1      |
| 6     | 77  | パトリック・デヴィッドソン | 1:00.544 | +2秒2      |
| 7     | 78  | ダニエル・ジェネヴェイ     | 1:01.390 | +2秒3      |

## マスタークラス

### 予選
| 順 位 | No. | パイロット             | タイム | ペナルティ |
| ----- | --- | ---------------------- | ------ | ---------- |
| 1     | 21  | マティアス・ドルダラー | 52.795 |            |
| 2     | 99  | マイケル・グーリアン   | 53.392 |            |
| 3     | 31  | 室屋義秀               | 53.404 |            |
| 4     | 11  | ミカエル・ブラジョー   | 53.416 |            |
| 5     | 10  | カービー・チャンブリス | 54.032 |            |
| 6     | 26  | フアン・ベラルデ       | 54.045 |            |
| 7     | 8   | マルティン・ソンカ     | 54.323 |            |
| 8     | 18  | ペトル・コプシュタイン | 54.336 |            |
| 9     | 24  | ベン・マーフィー       | 54.351 |            |
| 10    | 12  | フランソワ・ルボット   | 54.702 |            |
| 11    | 5   | クリスチャン・ボルトン | 55.011 |            |
| 12    | 84  | ピート・マクロード     | 55.176 | +2秒1      |
| 13    | 27  | ニコラス・イワノフ     | 56.444 |            |
| 14    | 95  | マット・ホール         |        | DNF2       |

- ^1 ゲート6で11G超を記録し+2秒のペナルティ[8]
- ^2 ゲート6で12G超を記録しDNF[8]

### ラウンド・オブ・14
| ヒート | 順位 | パイロット1            | タイム1 | タイム2 | パイロット2            | 順位 |
| ------ | ---- | ---------------------- | ------- | ------- | ---------------------- | ---- |
| 1      | 3    | フランソワ・ルボット   | 53.823  | 53.759  | カービー・チャンブリス | 2    |
| 2      | 12   | クリスチャン・ボルトン | 57.3591 | 54.865  | ミカエル・ブラジョー   | 7    |
| 3      | 8    | ベン・マーフィー       | 55.7902 | 56.4283 | フアン・ベラルデ       | 11   |
| 4      | 14   | ピート・マクロード     | DNF4    | 53.417  | 室屋義秀               | 1    |
| 5      | 9    | ペトル・コプシュタイン | 54.928  | 54.461  | マルティン・ソンカ     | 6    |
| 6      | 10   | ニコラス・イワノフ     | 56.168  | 54.301  | マイケル・グーリアン   | 5    |
| 7      | 4    | マット・ホール         | 53.948  | DNF5    | マティアス・ドルダラー | 13   |

| 凡例                     | 凡例 |
| ------------------------ | ---- |
| ラウンド・オブ・8進出    |      |
| ノックアウト（敗退）     |      |
| 敗者の中で最速（＝進出） |      |

- ^1 ゲート7でパイロンヒットにより+3秒のペナルティ[9]
- ^2 ゲート3で11G超を記録し+2秒のペナルティ[9]
- ^3 ゲート6で10G超を記録し+2秒のペナルティ[9]
- ^4 ゲート3で12G超を記録DNF[9]
- ^5 ゲート14で12G超を記録しDNF[9]

### ラウンド・オブ・8
| ヒート | 順位 | パイロット1          | タイム1 | タイム2 | パイロット2            | 順位 |
| ------ | ---- | -------------------- | ------- | ------- | ---------------------- | ---- |
| 8      | 2    | マイケル・グーリアン | 54.300  | 54.596  | マット・ホール         | 5    |
| 9      | 3    | マルティン・ソンカ   | 54.825  | 55.111  | フランソワ・ルボット   | 7    |
| 10     | 8    | ミカエル・ブラジョー | 57.5671 | 54.980  | カービー・チャンブリス | 4    |
| 11     | 6    | ベン・マーフィー     | 54.860  | 53.981  | 室屋義秀               | 1    |

| 凡例                 | 凡例 |
| -------------------- | ---- |
| ファイナル4進出      |      |
| ノックアウト（敗退） |      |

- ^1 ゲート7でインコレクト・レベル（水平角度違反）[11]

| 順 位 | No. | パイロット             | タイム | ペナルティ |
| ----- | --- | ---------------------- | ------ | ---------- |
| 1     | 99  | マイケル・グーリアン   | 53.695 |            |
| 2     | 31  | 室屋義秀               | 53.985 |            |
| 3     | 10  | カービー・チャンブリス | 54.768 |            |
| 4     | 8   | マルティン・ソンカ     | 54.650 | 失格       |

| 順 位 | パイロット             | ポイント |
| ----- | ---------------------- | -------- |
| 1     | マイケル・グーリアン   | 15       |
| 2     | 室屋義秀               | 12       |
| 3     | カービー・チャンブリス | 9        |
| 4     | マルティン・ソンカ     | 7        |
| 5     | マット・ホール         | 6        |
| 6     | ベン・マーフィー       | 5        |
| 7     | フランソワ・ルボット   | 4        |
| 8     | ミカエル・ブラジョー   | 3        |
| 9     | ペトル・コプシュタイン | 2        |
| 10    | ニコラス・イワノフ     | 1        |
| 11    | フアン・ベラルデ       | 0        |
| 12    | クリスチャン・ボルトン | 0        |
| 13    | マティアス・ドルダラー | 0        |
| 14    | ピート・マクロード     | 0        |

## 第1戦終了後のランキング
| 順 位 | パイロット             | トー タル |
| ----- | ---------------------- | --------- |
| 1     | マイケル・グーリアン   | 15        |
| 2     | 室屋義秀               | 12        |
| 3     | カービー・チャンブリス | 9         |
| 4     | マルティン・ソンカ     | 7         |
| 5     | マット・ホール         | 6         |
| 6     | ベン・マーフィー       | 5         |
| 7     | フランソワ・ルボット   | 4         |
| 8     | ミカエル・ブラジョー   | 3         |
| 9     | ペトル・コプシュタイン | 2         |
| 10    | ニコラス・イワノフ     | 1         |
| 11    | フアン・ベラルデ       | 0         |
| 12    | クリスチャン・ボルトン | 0         |
| 13    | マティアス・ドルダラー | 0         |
| 14    | ピート・マクロード     | 0         |

| 順 位 | パイロット                 | トー タル |
| ----- | -------------------------- | --------- |
| 1     | フロリアン・バーガー       | 10        |
| 2     | ルーク・チェピエラ         | 8         |
| 3     | ケヴィン・コールマン       | 6         |
| 4     | ダリオ・コスタ             | 4         |
| 5     | ダニエル・リファ           | 2         |
| 6     | パトリック・デヴィッドソン | 0         |
| 7     | ダニエル・ジェネヴェイ     | 0         |
| 8     | メラニー・アストル         | 0         |
| 9     | ケニー・チャン             | 0         |
| 10    | バティスト・ヴィーニュ     | 0         |